# Eurema agave
Espèce
Eurema agave est un  insecte lépidoptère de la famille des Pieridae de la sous-famille des Coliadinae et du genre Eurema.

## Dénomination
Eurema agave a été décrit par Pieter Cramer en 1775 sous le nom de Papilio agave.

### Sous-espèces
- Eurema agave agave au Surinam et en Guyane française.
- Eurema agave millerorum (Llorente et Luis, 1987) au Mexique.
- Eurema agave pallida (Chavannes, 1850) au Brésil.

## Description
Eurema agave est un papillon de taille moyenne, de couleur blanche avec aux antérieures une bordure marron. Le revers est de la même couleur blanche avec aux antérieures une bordure jaune.

### Nom vernaculaire
Eurema agave se nomme Agave Yellow en anglais.

## Écologie et distribution
Eurema agave  est présent au Mexique, au Surinam, en Guyane française et au Brésil.

### Protection
Pas de statut de protection particulier.